# Muraltia mitior
Muraltia mitior är en jungfrulinsväxtart som först beskrevs av Berg., och fick sitt nu gällande namn av Margaret Rutherford Bryan Levyns och Henry Georges Fourcade. Muraltia mitior ingår i släktet Muraltia och familjen jungfrulinsväxter. Inga underarter finns listade i Catalogue of Life.